# Diganzales
Diganzales, Diganzalez o Jiganzalez, y conocida inicialmente como Diego González, es una alquería despoblada española perteneciente a la antigua villa de Granadilla, ubicada en el territorio histórico de las Tierras de Granadilla, actualmente término municipal de Zarza de Granadilla, en la provincia de Cáceres, comunidad autónoma de Extremadura.
Según escritos de Pascual Madoz, debió comenzar a despoblarse a inicios del siglo XIX, indicando que llegó a tener unas 10 casas, de las cuales solo quedaron solares.
Sobre las causas de su abandono, existen varias opiniones, siendo la más popular la de los saqueos y asesinatos que llegaron a cometer una cuadrilla de bandoleros conocida como “Los Muchachos de Santibañez”, autores de verdaderas atrocidades en Las Hurdes del siglo XIX. En todo caso, los terrenos de este poblado quedaron completamente abandonados en la década de los 50 por la construcción del embalse Gabriel y Galán, pasando a ser una reserva de caza también conocida como "Coto Jiganzales".